# Porto Torres
Porto Torres (sassaresiska: Posthudorra; sardiska: Portu Turre) är en stad och kommun med 22 367 invånare (2017) på Sardinien i provinsen Sassari, Italien. Porto Torres gränsar till kommunen Sassari.
Ön Asinara ligger i kommunen.